# Vuelo 9634 de SATENA
El vuelo 9634 de SATENA fue un vuelo nacional de pasajeros que el día 5 de mayo de 2010 que sufrió daños sustanciales en un accidente de excursión de pista en el Aeropuerto Fabio Alberto León Bentley de Mitú, Colombia. No hubo víctimas mortales y no hubo incendio, pero todos los 37 pasajeros y los 5 miembros de la tripulación resultaron con heridas menores.
El vuelo había salido del Aeropuerto La Vanguardia de Villavicencio en un vuelo doméstico a Mitú. El avión no se pudo detener cuando aterrizó en la pista 20 del aeropuerto de dicha ciudad. 

## Aeronave
La aeronave, un Embraer 145LR con matrícula HK4536, estaba programado para efectuar un vuelo regular entre Villavicencio y Mitú con 5 tripulantes y 37 pasajeros a bordo. A las 10:48hrs en condiciones meteorológicas de lluvia fuerte, la aeronave aterriza por la pista 20 sentando ruedas aproximadamente a 650 metros del umbral.

## Accidente
Durante la carrera de aterrizaje la tripulación nota que no entra el reverso derecho: vuelven a engancharlo sin obtener resultados satisfactorios. Ambos aplican frenos pero la aeronave abandona la superficie asfaltada de la pista por la cabecera 20 cayendo a una hondonada de 4 metros de profundidad finalizando su recorrido a 167 metros de la misma. La aeronave sufre daños importantes en el fuselaje, planos y trenes de aterrizaje. Los pasajeros evacuaron la aeronave por sus propios medios. No se presentaron lesionados de gravedad a consecuencia del accidente ni durante la evacuación. No hubo incendio.

## Investigación y causas
La Junta de Investigación encontró que la causa probable del accidente fue la ejecución de un aterrizaje en la pista 20 en Mitú, luego de una aproximación desestabilizada especialmente con respecto a las desviaciones de altura y velocidad al cruzar el umbral de la pista, y el sonido de la alarma EGPWS, que provocó que la aeronave superara la pista disponible. Además, la tripulación utilizó técnicas defectuosas para aterrizar en pistas cortas y mojadas. Contribuyó al accidente la falta de planificación para llevar a cabo y completar el procedimiento de aproximación por instrumentos publicado para la pista 20 y la desviación de los procedimientos operativos estándar de la empresa.